# Зауенсик
Зауенсик (њем. Sauensiek) општина је у њемачкој савезној држави Доња Саксонија. Једно је од 40 општинских средишта округа Штаде. Према процјени из 2010. у општини је живјело 2.304 становника. Посједује регионалну шифру (AGS) 3359037.

## Географски и демографски подаци
Зауенсик се налази у савезној држави Доња Саксонија у округу Штаде. Општина се налази на надморској висини од 36 метара. Површина општине износи 31,4 km². У самом мјесту је, према процјени из 2010. године, живјело 2.304 становника. Просјечна густина становништва износи 73 становника/km².